# Dean Richards
Pour les articles homonymes, voir Richards.
Pas d'image ? Cliquez ici

a Compétitions nationales et continentales officielles uniquement.

b Matchs officiels uniquement.
Dernière mise à jour le 7 septembre 2017.
Dean Richards, né le 11 juillet 1963 à Nuneaton (Angleterre), est un joueur de rugby à XV anglais, évoluant au poste de troisième ligne centre, et un entraîneur.

## Biographie

### Joueur

#### Leicester
Scolarisé au John Cleveland College, à Hinckley, il joue pour Roanne en France une année avant de débuter aux Leicester Tigers.
Pendant qu'il est actif, il est un des meilleurs numéro huit au monde, glanant 48 capes internationales avec l'Angleterre de 1986 à 1996 et six sélections avec les Lions pour deux tournées en 1989 (Australie) et en 1993 (Nouvelle-Zélande). Il dispute notamment les Coupes du monde de rugby 1987, 1991, et 1995.
En club, il est le capitaine des Leicester Tigers pendant quatre saisons dans les années 1990, il gagne le Championnat d'Angleterre à deux reprises et trois fois la Coupe domestique. Il les conduit à leur première finale en Coupe d'Europe de rugby contre le CA Brive, dans l'ancien Arms Park, finale qu'ils perdent. Il est remplacé par le troisième ligne irlandais Eric Miller, par Bob Dwyer, ce qui laisse à penser qu'il aurait contribué au renvoi de Dwyer de la tête des Tigers.

### Entraîneur

#### Leicester
Dean prend alors la retraite comme joueur et dans sa première saison pleine comme entraîneur de rugby, il gagne le championnat, le troisième de l'histoire du club. Les Tigers conservent leur titre pendant trois saisons. Cependant, son plus haut fait d'armes est le doublé victorieux en Coupe d'Europe de rugby que les Tigers remportent une première fois après une victoire en finale sur le Stade français au Parc des Princes (34 - 30 en 2001) et la seconde fois dans un choc contre le Munster à Cardiff au Millennium Stadium (15 - 9 en 2002).
Mais après deux saisons sans trophée, et un échec pour se qualifier pour la grande Coupe d'Europe, Dean est renvoyé en 2004, une fin brutale à vingt années de collaboration avec ce club.

#### Grenoble
Il entraîne en 2004-2005 le club français du FC Grenoble, l'expérience débute bien avec notamment une belle victoire de prestige sur le terrain du stade Marcel-Michelin face à l'AS Montferrand 26 à 17mais, la menace de la relégation pesant, il fait face à une révolte de ses joueurs sur le trajet pour aller jouer à Toulouse et sa collaboration cesse à la fin de la saison.

#### Harlequins
Dean Richards part ensuite entraîner les Harlequins à Twickenham de l'été 2005 à l'été 2009. Dès sa première saison, il fait remonter le club au plus haut niveau en remportant le championnat d'Angleterre de D2 de rugby 2005-2006. Mais il doit quitter son poste aux Harlequins sur un incident (connu sous le nom de Bloodgate) où il est reconnu coupable d'avoir orchestré une simulation de blessure par saignement pour Tom Williams lors d'une rencontre de Coupe d'Europe contre le Leinster en août 2009. Il a une suspension de trois ans de toute fonction d'entraîneur. L'International Rugby Board (IRB) confirme que la suspension est étendue au monde entier.

#### Newcastle
En 2012, il devient directeur du rugby des Newcastle Falcons.
Il remporte le RFU Championship en 2020, en effet le championnat est interrompu mi-mars à cause de la pandémie de COVID-19. La Fédération anglaise de rugby à XV décide d'annuler la fin de la saison. Les Newcastle Falcons, premiers au classement avec 18 points d'avance au moment de l'arrêt, sont alors promus en première division la saison suivante

## Palmarès

### Carrière de joueur
- 48 sélections pour le XV de la Rose entre 1986 et 1996
- Six sélections avec les Lions
- Participation à trois Coupes du monde : 1987, 1991 et 1995
- Championnat d'Angleterre (2) : Champion en 1988 et 1995
- Coupe d'Angleterre (2) : Champion en 1993 et 1997
- Coupe d'Europe : Vice-champion en 1997

### Carrière d'entraîneur
- Leicester Tigers 1998-2004
  - Championnat d'Angleterre (4) : Champion en 1999, 2000, 2001 et 2002
  - Coupe d'Europe (2) : Champion en 2001 et 2002
- FC Grenoble 2004-2005
- Harlequins 2005-2009
  - RFU Championship (1) : Champion en 2006
- Newcastle Falcons 2012-
  - RFU Championship (1) : Champion en 2020